# ナゴヤ (バタム島)
ナゴヤ (Nagoya)、別名：ルブク・バジャ (Lubuk Baja) は、インドネシア西部リアウ諸島州バタム島の主要な町であり、10.8平方キロメートルの範囲に及ぶ行政地区（ケチャマタン）の中心地である。

## 概要
2010年の人口調査によれば、人口は 80,780人であった。しかし、急成長を遂げている他の多くの都市と同じように、バタム島ではスプロール現象による都市化が続いている。ナゴヤ・ヒル・モール (Nagoya Hill Mall) は、この地域における最大のショッピングモールであり、A&W、ピザハット、KFCなどといった人気の高いファーストフード店などが出店している。家庭用機器類、ファッション、電気器具類なども幅広く扱われている。モールの中には、唯一のグロサリーとして、ハイパーマート (Hypermart)が出店している。周辺には、2つ星から4つ星のホテルが多数立地している。

### 地名の由来
ナゴヤという地名については、日本の名古屋と関係があるという諸説が流布しているが、定かではない。そのひとつは、第二次世界大戦中に名古屋の部隊が当地に駐屯していたことが由来とするもので、現地でも信じられているが、そのような日本軍部隊の駐屯の事実は確認されていない。もうひとつ、1970年代に当地で開発援助にあたった日本の商社関係者に名古屋と縁のある人物がいたことが契機とする説があるが、こちらも確認されていない。

## 経済
ナゴヤ・ヒル・モールの近傍には、小規模な路面店の食堂が多数あり、グリルしたシーフードや、サテ、オタオタなど、地元の食べ物が提供されている。食べ物はおおむねスパイシーである。
ナゴヤの中心部は、バタム島における最大の歓楽街が形成されており、観光客などの間では英語の「The Nagoya Entertainment District」を略して「The NED」と称されており、マッサージ店やカラオケ店などが集まっている。

## 交通
バタム島はシンガポールに近く、シンガポールのハーバーフロント・センターから、バタムセンター･フェリーターミナル (Batam Centre Ferry Terminal) までは、フェリーで60分から70分とされ、ナゴヤへはフェリー・ターミナルからタクシーで20分ほどで到達できる。

### 空港
- ハン・ナディム国際空港

### バス
路線バス
- バタム公共バス

### 港湾
- バタムセンター フェリーターミナル
- セクパン港

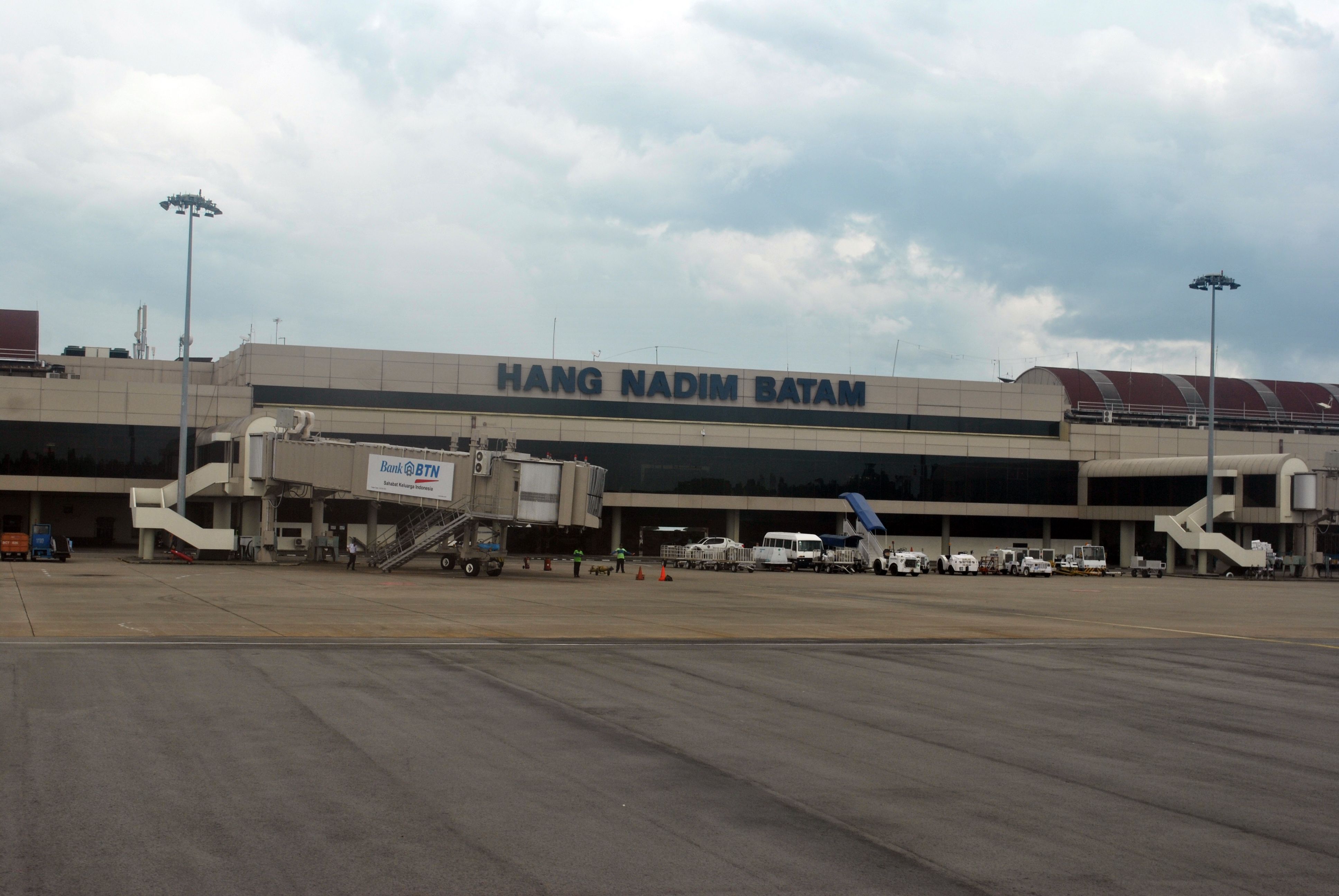
ハン・ナディム国際空港
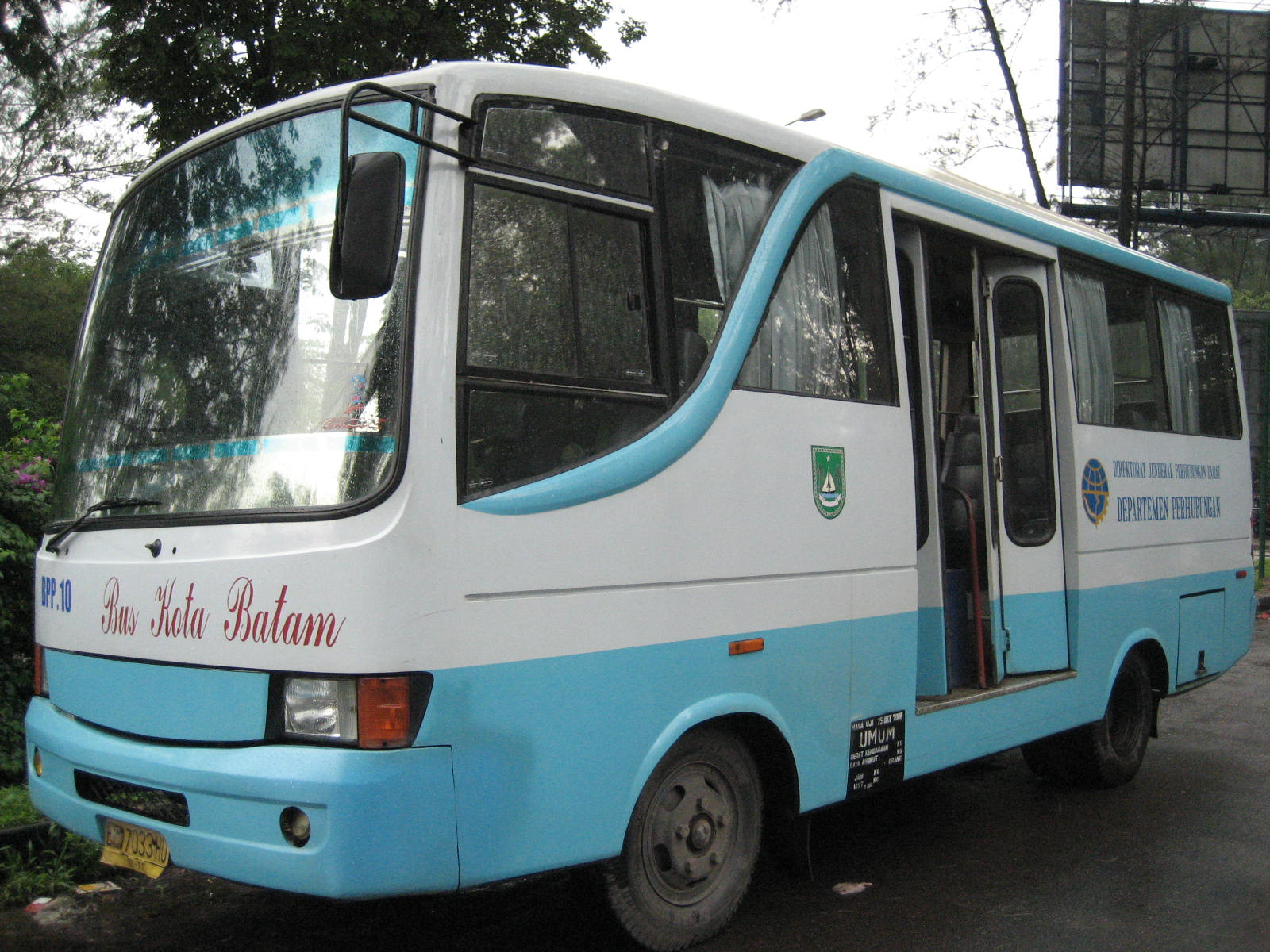
バタム公共バス
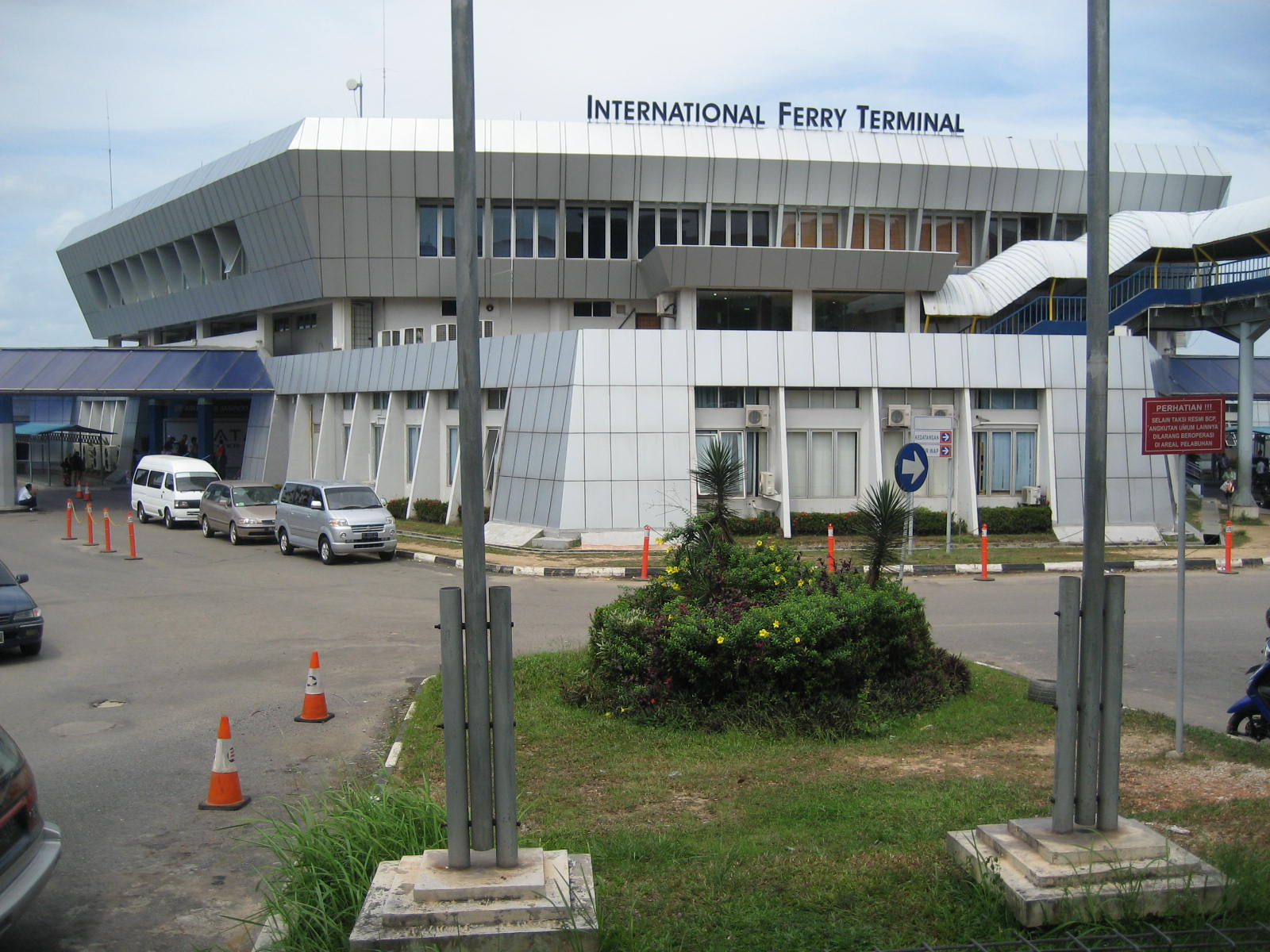
バタムセンター･フェリーターミナル

## ギャラリー

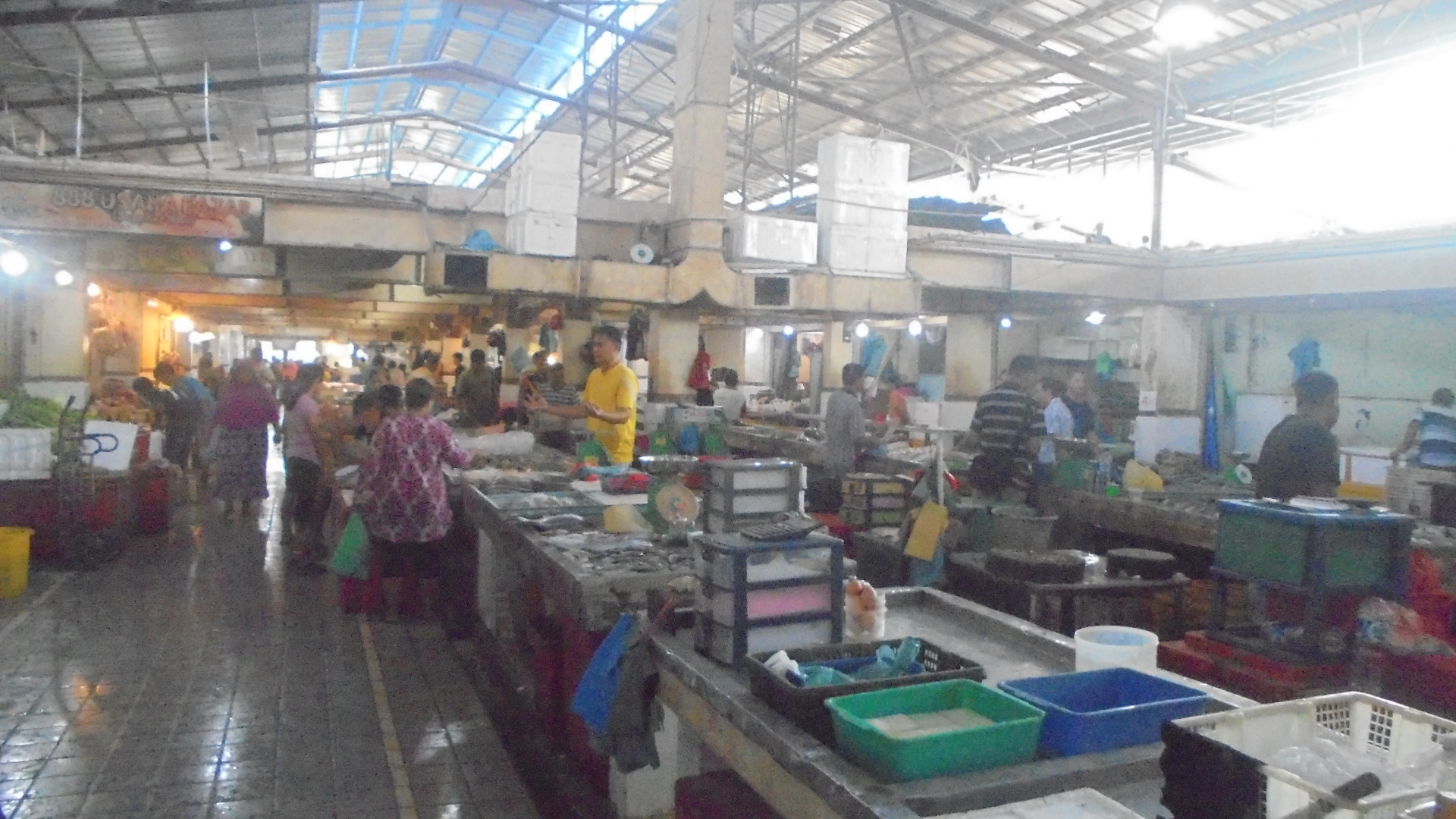
市内にある市場
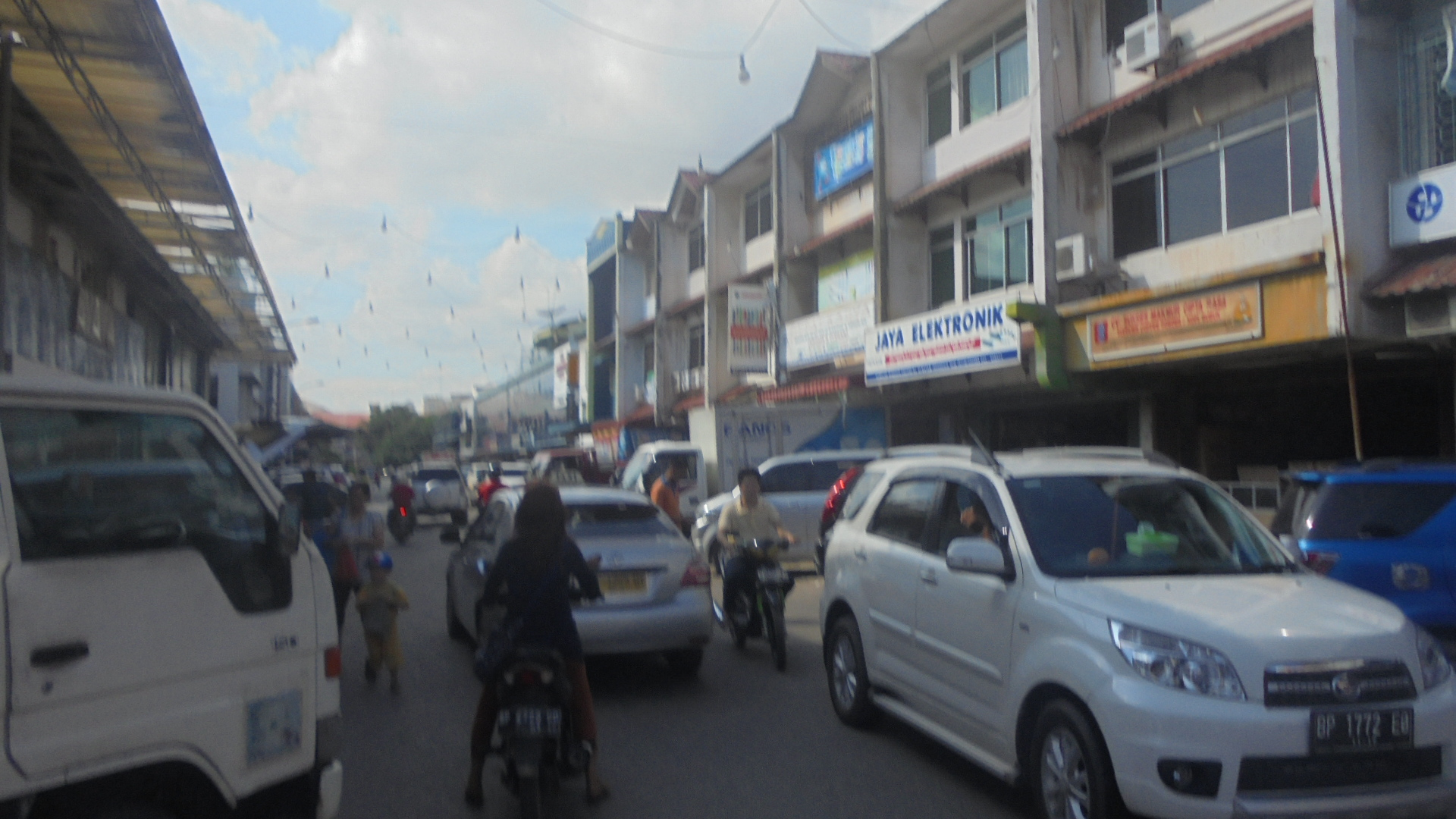
バタム島の電気街
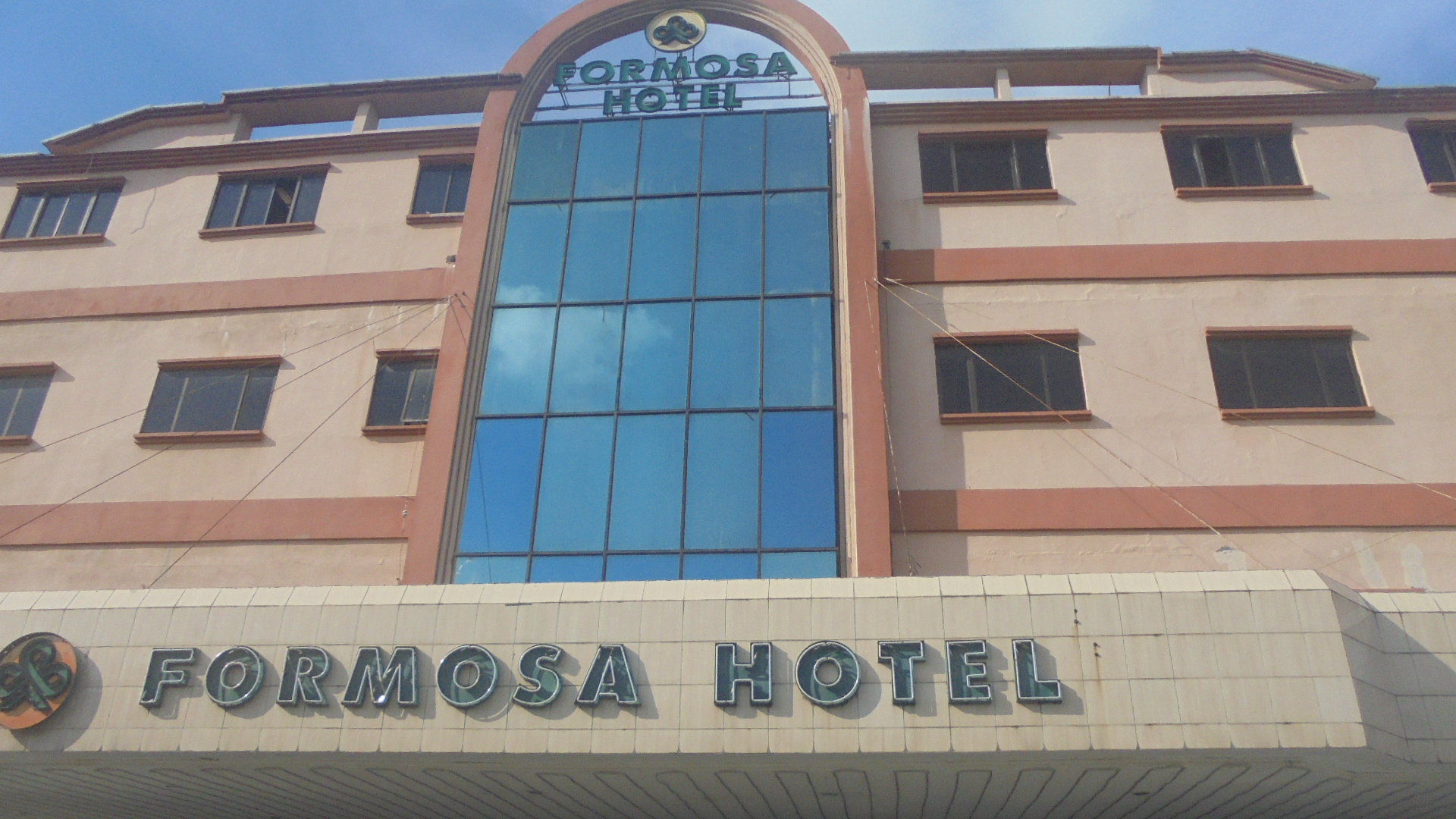
中心部にある高級ホテルであるFormosa Hotel。その名の通り、台湾のお茶が館内の喫茶店で飲める。
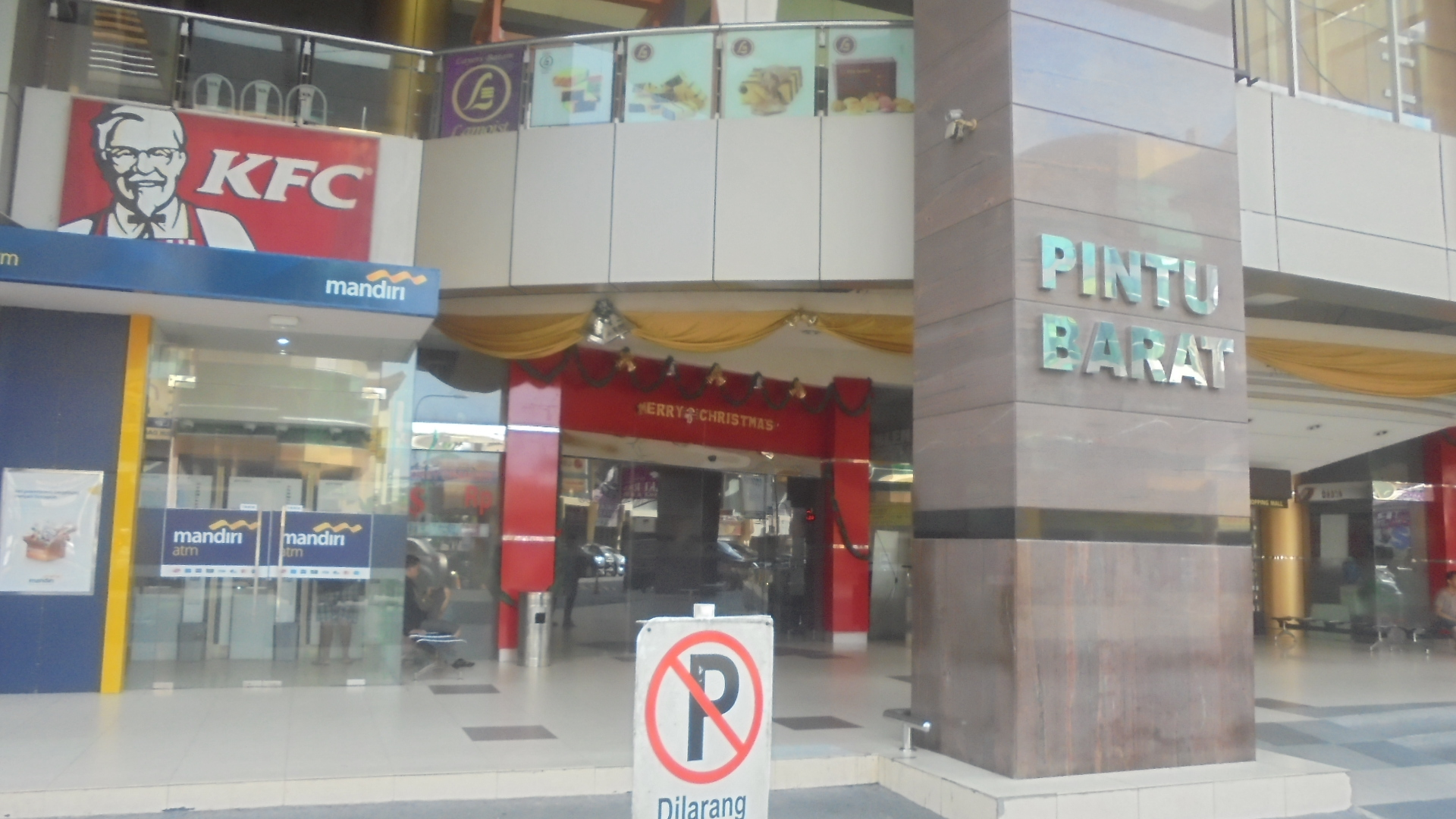
Nagoya Hill Mallの入り口。同モールには、日本や世界でおなじみのチェーン店が何社か入っている。
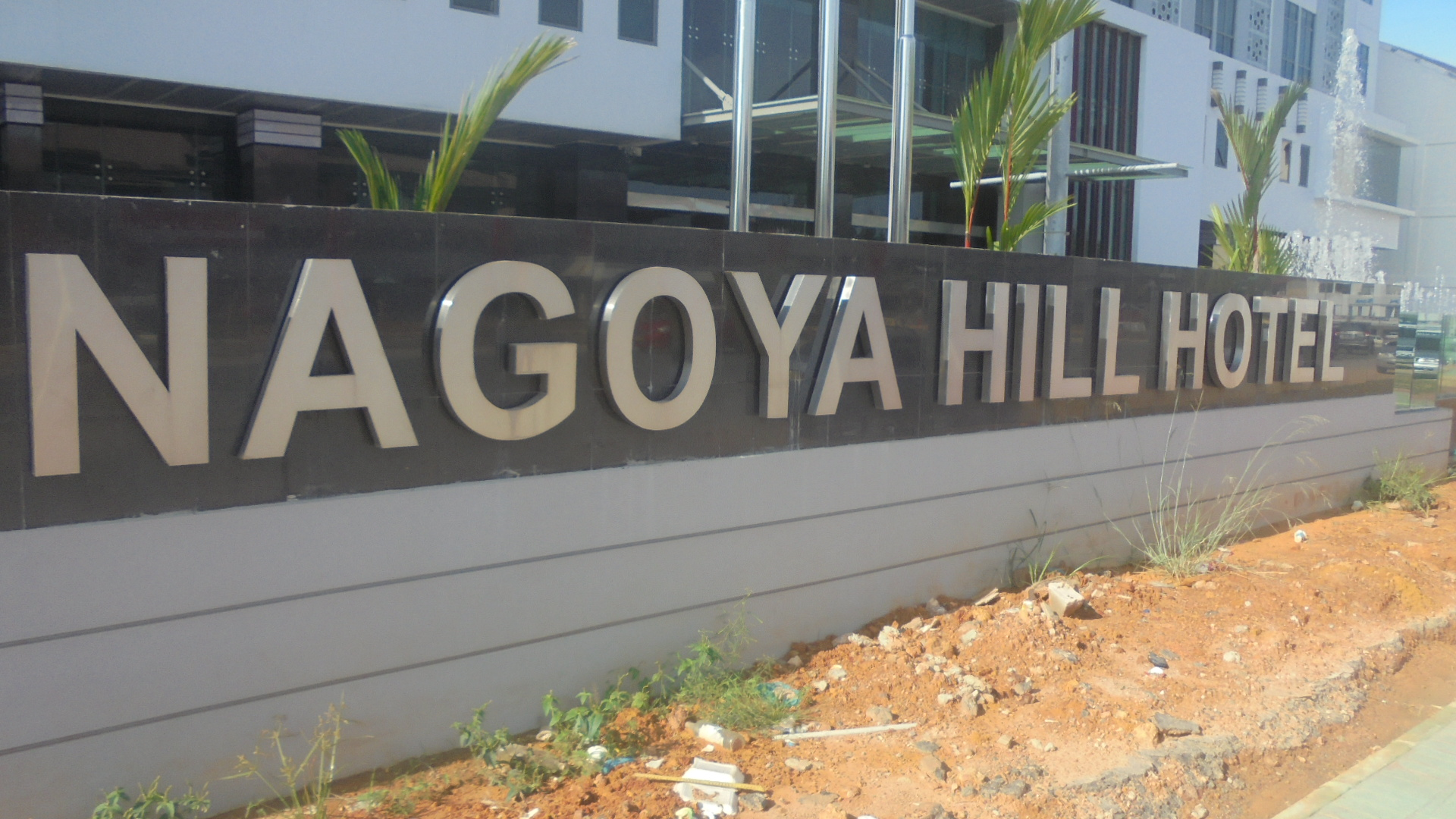
Nagoya Hill Hotelの看板
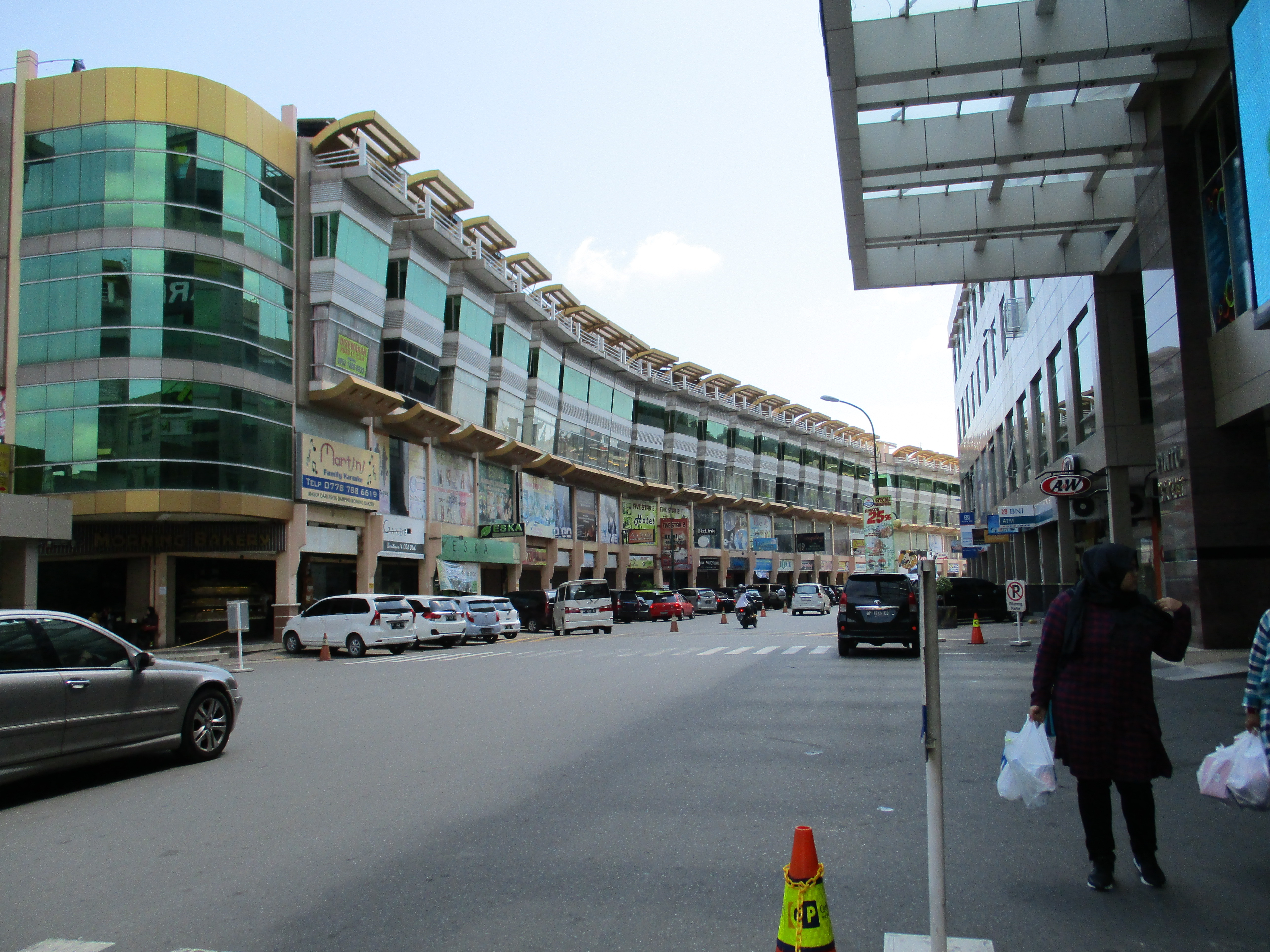
中心部の歓楽街。日本語の看板も散見される。
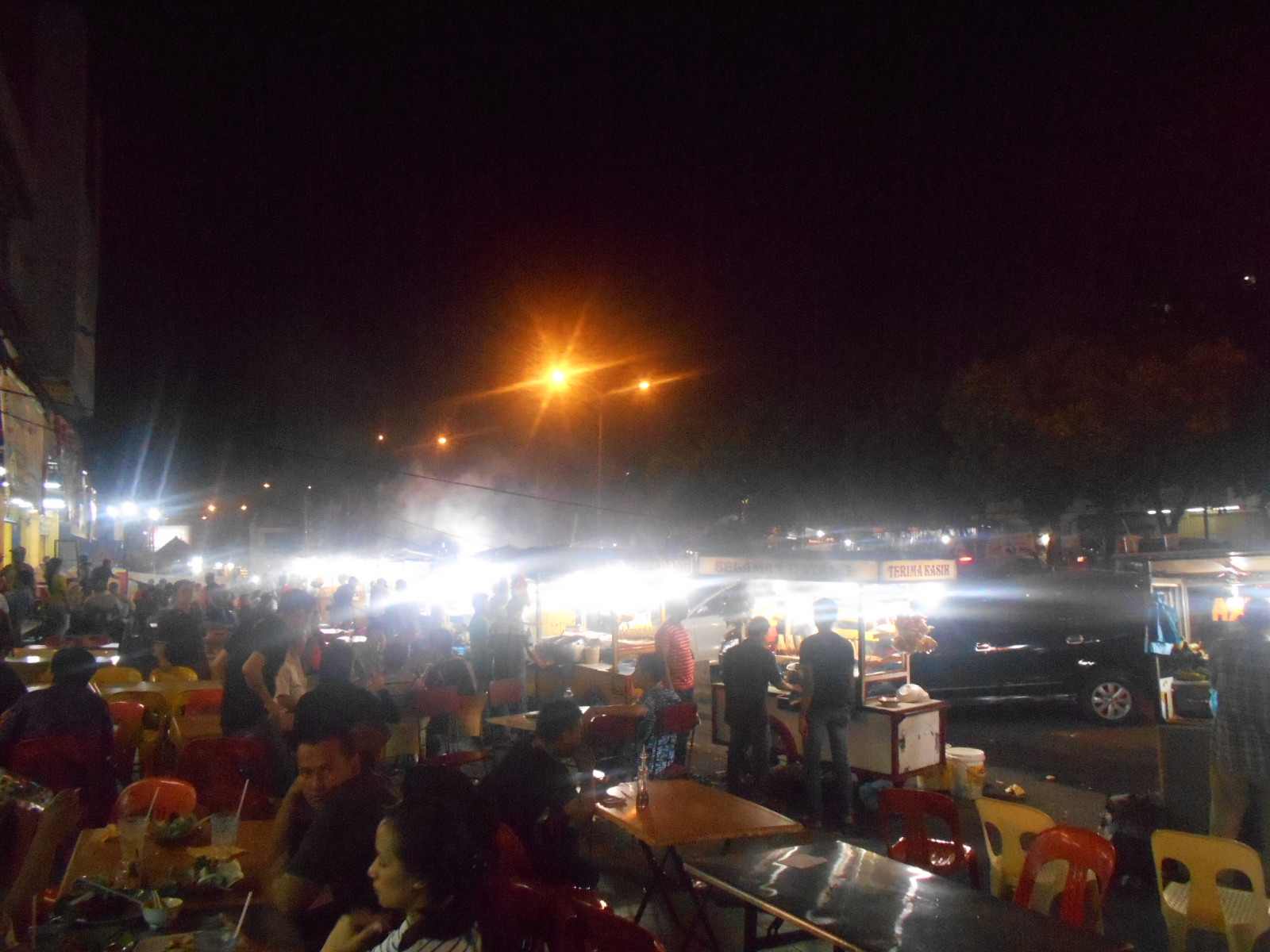
夜は中心部で多くの屋台が出店し、人で賑わう
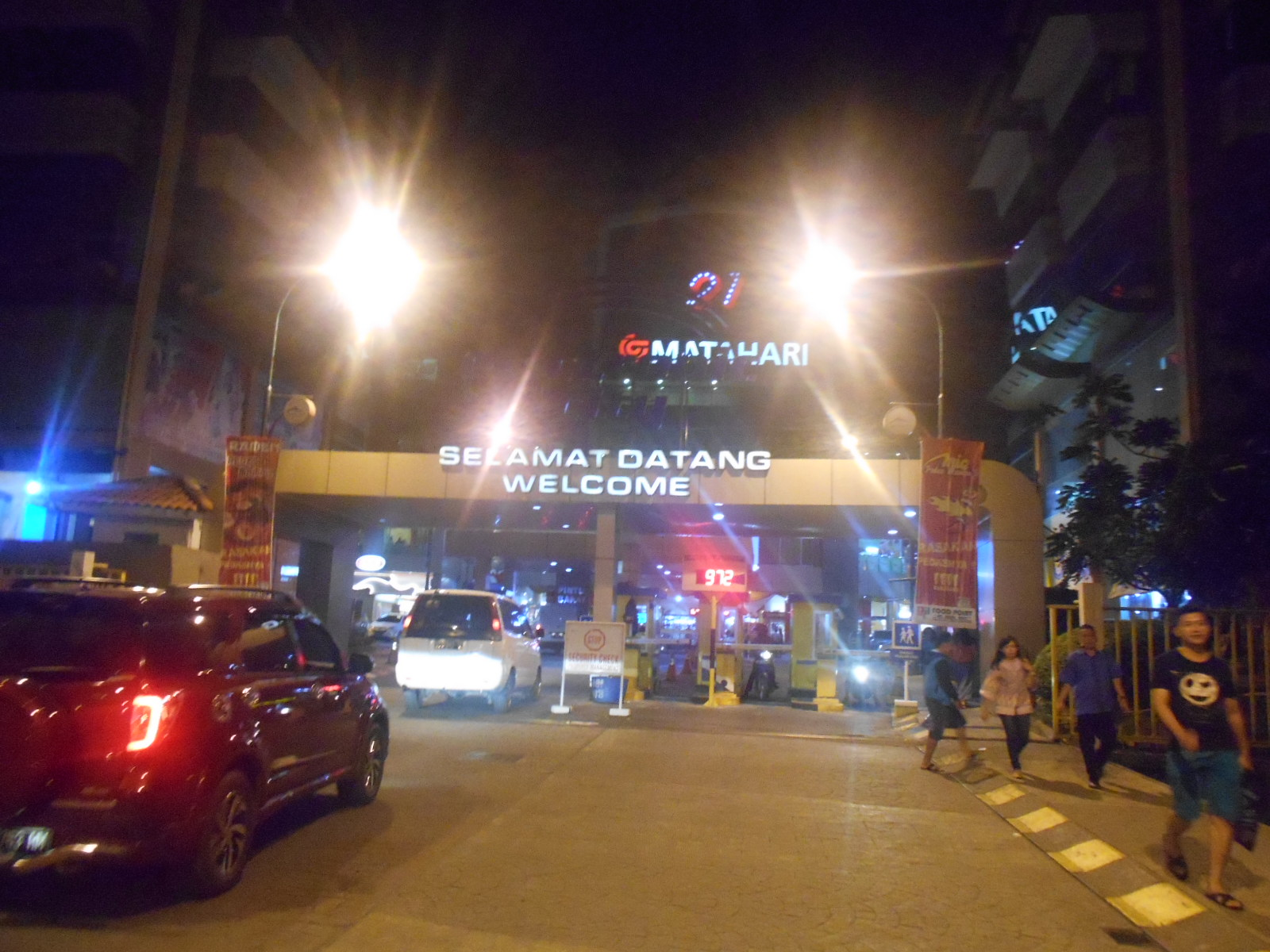
Nagoya Hill Mallの夜景